# Adoxobotys
Adoxobotys is een geslacht van vlinders uit de familie van de grasmotten (Crambidae). De wetenschappelijke naam van dit geslacht is voor het eerst voorgesteld door Eugene Gordon Munroe in een publicatie uit 1978.

## Soorten
- A. cacidus (Dyar, 1918)
- A. cristobalis Munroe, 1978
- A. discordalis (Dyar, 1914)